# Thomas W. Lamb

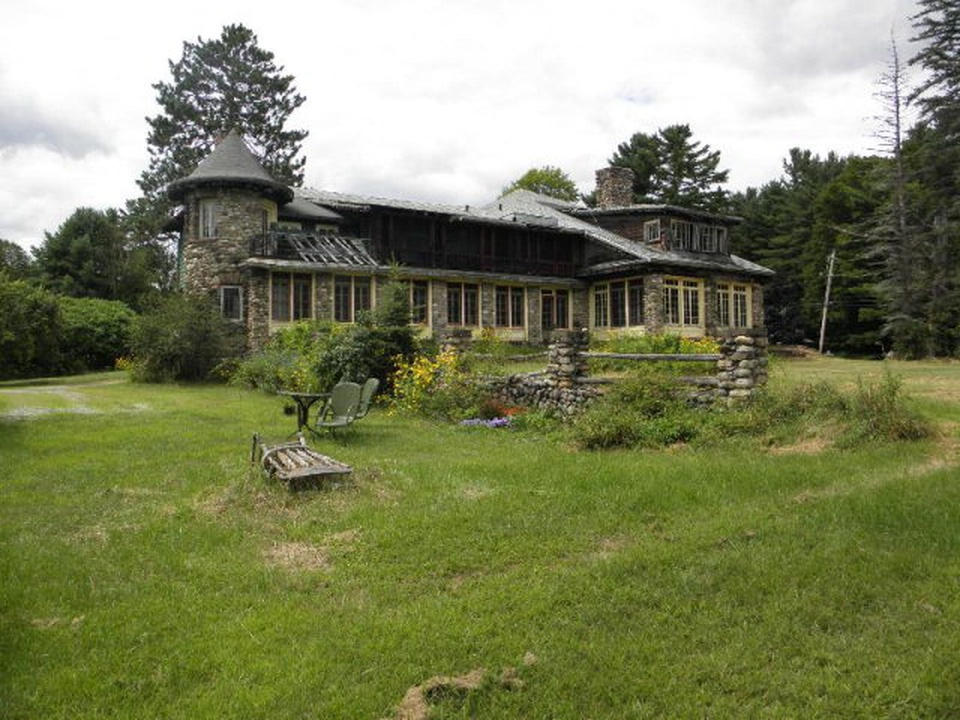
Residenza di Thomas W. Lamb

Thomas W. Lamb (Dundee, 5 maggio 1870 – New York, 26 febbraio 1942) è stato un architetto scozzese naturalizzato statunitense, uno dei principali progettisti di teatri e cinema del XX secolo.

## Carriera
Nato a Dundee, in Scozia, Regno Unito, Thomas W. Lamb arrivò negli Stati Uniti all'età di 12 anni. Studiò architettura alla Cooper Union di New York e inizialmente lavorò per la città di New York come ispettore. Il suo studio d'architettura, Thomas W. Lamb, Inc., si trovava al 36 West 40th Street di Manhattan, New York.
Lamb fu riconosciuto come uno dei principali architetti durante il boom della costruzione di cinema negli anni '10 e '20. Particolarmente legato alle compagnie Fox Theatres, Loew's Theatres e Keith-Albee, catene di teatri di vaudeville e cinematografici, Lamb fu determinante nel creare e sviluppare il design e la costruzione di grandi teatri riccamente decorati, noti come "palazzi cinematografici", come vetrina per i film degli emergenti studios di Hollywood.
Già nel 1904 a Lamb si deve la ristrutturazione di due teatri già esistenti in città: il Broadway Music Hall di Weber e Fields al 1215 di Broadway e il Dewey Theater sulla 14esima strada est, quest'ultimo di proprietà del personaggio di Tammany Hall “Big Tim”. Sullivan. Il suo primo progetto completo di teatro fu il City Theatre, costruito sulla 14ª strada nel 1909 per il magnate del cinema William Fox. I suoi progetti per il Mark Strand Theatre del 1914, il Rialto Theatre del 1916 e il Rivoli Theatre del 1917, tutti a Times Square, stabilirono il modello di quello che sarebbe diventato il palazzo del cinema americano.
Tra i suoi edifici teatrali più famosi ci sono il Fox Theatre di San Francisco (1929) e il Capitol Theatre di New York (1919), entrambi ora demoliti. Tra i suoi progetti più noti che sono stati conservati e restaurati ci sono il B.F. Keith Memorial Theatre di Boston (1928) (ora Boston Opera House), il Warner's Hollywood Theatre (1930) di New York (ora Times Square Church), l'Hippodrome Theatre (1914) di Baltimora e il Loew's Ohio Theatre (1928) di Columbus, Ohio. Tra i teatri canadesi realizzati da Lamb ci sono il Pantages Theatre di Toronto (1920) (ora Ed Mirvish Theatre) e i teatri Elgin e Winter Garden. Il sito web Cinema Treasures, che documenta la storia delle sale cinematografiche, elenca 174 teatri progettati dalla società di Lamb.
Oltre alle sale cinematografiche, Lamb è noto per aver progettato (insieme a Joseph Urban) lo Ziegfeld Theatre di New York, un teatro autentico, nonché il terzo Madison Square Garden e il Paramount Hotel nel centro di Manhattan.
Lamb morì nel 1942 a New York all'età di 71 anni. Il suo archivio architettonico è conservato presso il Dipartimento Disegni e Archivi della Avery Architectural and Fine Arts Library della Columbia University.

### John J. McNamara
Negli ultimi dieci anni della sua attività il socio di Lamb fu l'architetto John J. McNamara. Dopo la morte di Lamb, McNamara continuò a lavorare come architetto di teatri con il proprio nome. McNamara fu responsabile della ristrutturazione di alcuni dei vecchi teatri newyorkesi di Lamb e tra i suoi progetti originali c'era quello per lo Ziegfeld Theatre di Manhattan del 1969, che sostituì l'edificio originale di Lamb.

## Progetti teatrali selezionati

### Stati Uniti
- Palladium (ex Accademia di musica), New York, 1927
- Boston Opera House, in origine B.F. Keith Memorial Theatre, Boston, Massachusetts, 1928
- Capitol Theatre, New York, 1919
- Capitol Theatre, Port Chester, New York, 1926
- Cort (ora James Earl Jones) Theatre, New York, 1912[6]
- Embassy Theatre, New York, 1925
- Eltinge 42° Street Theatre, New York, 1912
- Fenway Theatre, Boston, 1915
- Fox Theatre, San Francisco, California, 1929
- Franklin Square Theatre, Worcester, Massachusetts, 1927
- Hippodrome Theatre, Baltimore, Maryland, 1914
- Hippodrome, New York, 1923 riprogettato[7]
- Keith-Albee Theatre, Flushing, Queens, New York, 1928
- Keith-Albee Theatre, Huntington, West Virginia, 1928
- Keith-Albee Palace Theatre, Columbus, Ohio, 1926
- Keith-Albee Palace Theatre, Stamford, Connecticut, 1927
- Lincoln Theatre, Miami Beach, Florida, 1936
- Loew's 72° Street Theatre, New York, 1930
- Loew’s Canal Theatre, 1926[8]
- Loew's 175° Street Theater, New York, 1930
- Loew's and United Artists' Ohio Theatre, Columbus, Ohio, 1928
- Loew's Grand Theatre, Atlanta, Georgia, 1932 riprogettato[9]
- Loew's Midland Theatre, Kansas City, Missouri, 1927
- Midway Theatre, Forest Hills, New York, 1942
- Loew's Pitkin Theatre, Brooklyn, New York, 1928[10]
- Loew's State Theatre, Playhouse Square, Cleveland, Ohio, 1920
- Loew's State Theatre (Ora il TCC Roper Performing Arts Center), Norfolk, Virginia, 1926[11]
- Loew's State Theatre, Times Square, New York, 1924
- Newark Paramount Theatre, Downtown Newark, Newark, New Jersey, 1920s.
- Loew's State Theatre, New Orleans, Louisiana, 1926
- Loew's Theatre, New Rochelle, New York, 1925
- Loew's State Theatre (Ora il Landmark Theatre), Syracuse, New York, 1928
- Madison Square Garden, New York, 1925
- Madison Theater, Albany, New York, 1929
- Mark Hellinger Theatre (Ora Times Square Church), New York, 1930
- Mark Strand Theater, New York, 1914
- Maryland Theatre, Hagerstown, Maryland, 1915
- Municipal Auditorium, Birmingham, Alabama, 1924
- Ohio Theatre, Playhouse Square, Cleveland, Ohio, 1921
- Orpheum Theatre, Boston, Massachusetts, 1915 riprogettato
- Palace Theater, Waterbury, Connecticut, 1922
- Poli's Majestic Theatre, Bridgeport, Connecticut, 1922
- Poli's Palace Theatre, Bridgeport, Connecticut, 1922
- Pythian Temple, Manhattan, 1927, l'ampio teatro che l'edificio ospitava un tempo non c'è più; rimane la facciata.
- Proctor's 58th Street Theatre, New York, 1928
- Proctor's 86th Street Theatre, New York, 1927
- Proctor's Theatre, Schenectady, New York, 1926
- Reade's State Theatre, New Brunswick, New Jersey, 1921
- Regent Theatre, New York, 1913
- Rialto Theatre, New York, 1916
- Ridgewood Theatre, Ridgewood, New York, 1916
- Rivoli Theatre, New York, 1917
- Stanley Theatre, Utica, New York, 1928
- State Theatre, Uniontown, Pennsylvania, 1922
- Strand Theatre, Lakewood, New Jersey, 1922
- Tivoli Theatre, Washington, 1924
- Victoria Theater, New York, 1917
- Warner Theatre, Torrington, Connecticut, 1931
- Warner's Hollywood Theatre, New York, 1930
- Ziegfeld Theatre, New York (con Joseph Urban), 1927

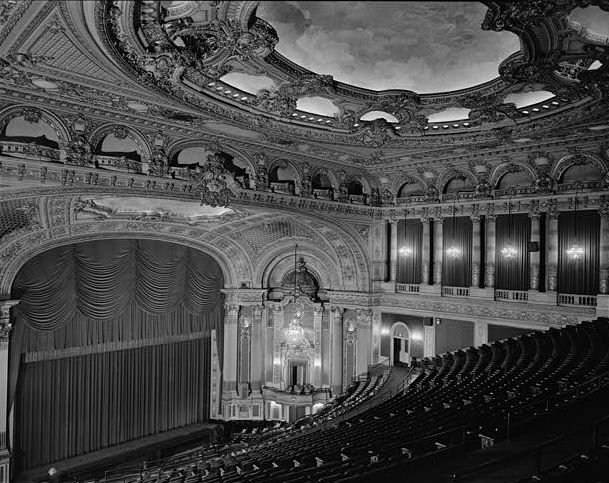
Interno del B.F. Keith Memorial Theatre, Boston, 1928 (1970)
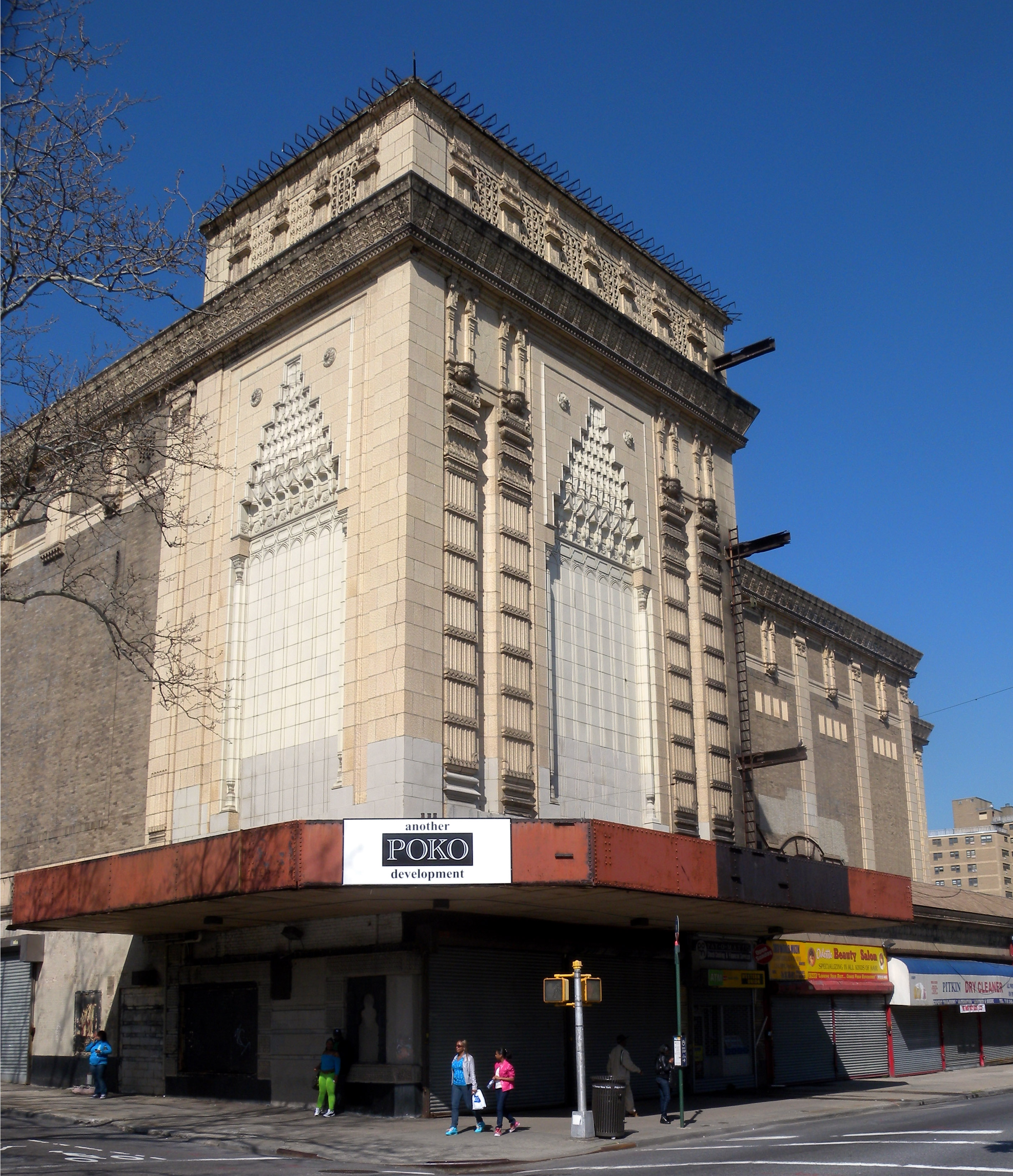
Pitkin, Brooklyn, 1928 (2010)
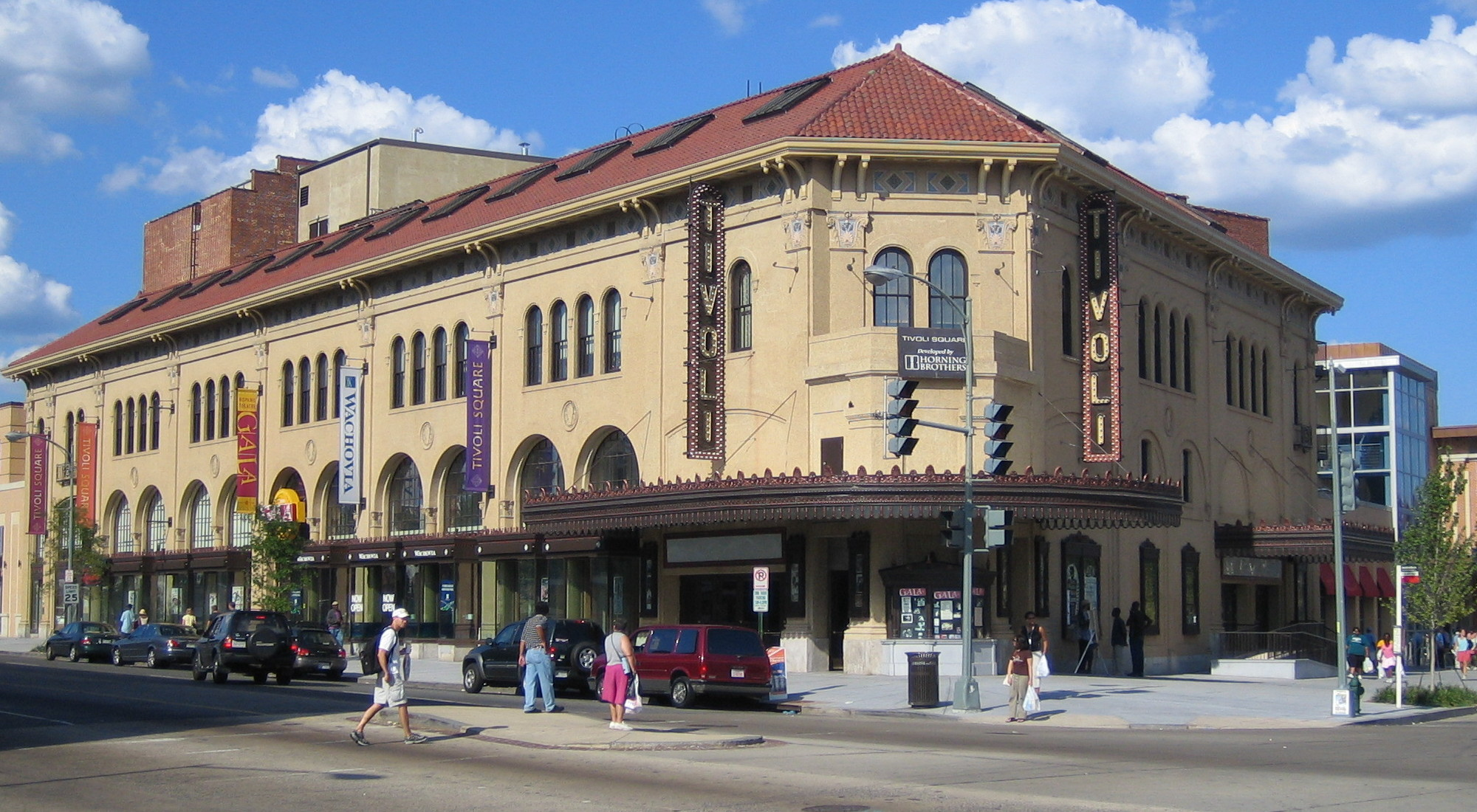
Tivoli, Washington, 1924 (2005)
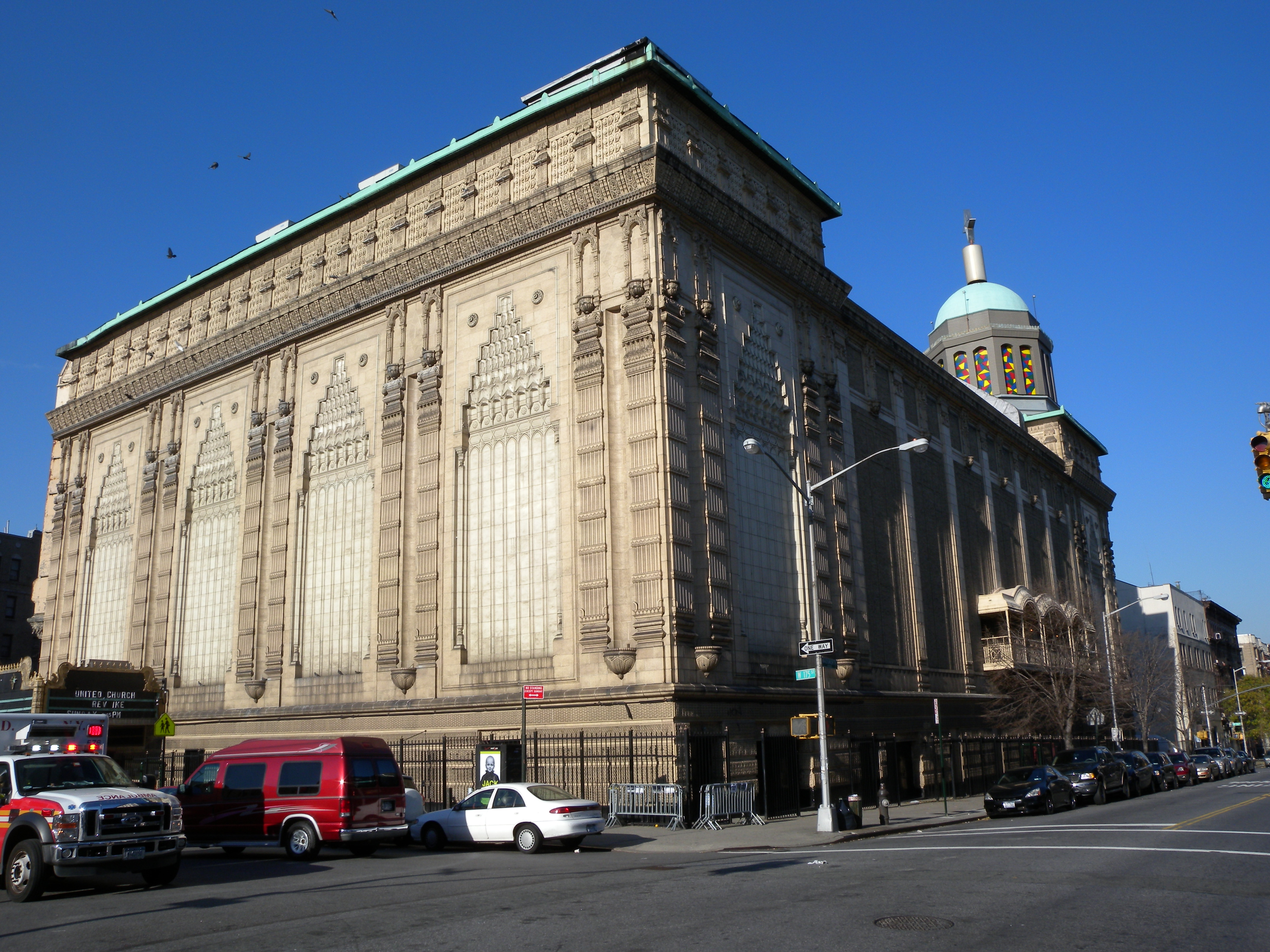
The United Palace Theater, ex Loew's 175th Street Theatre, New York, 1930 (2009)
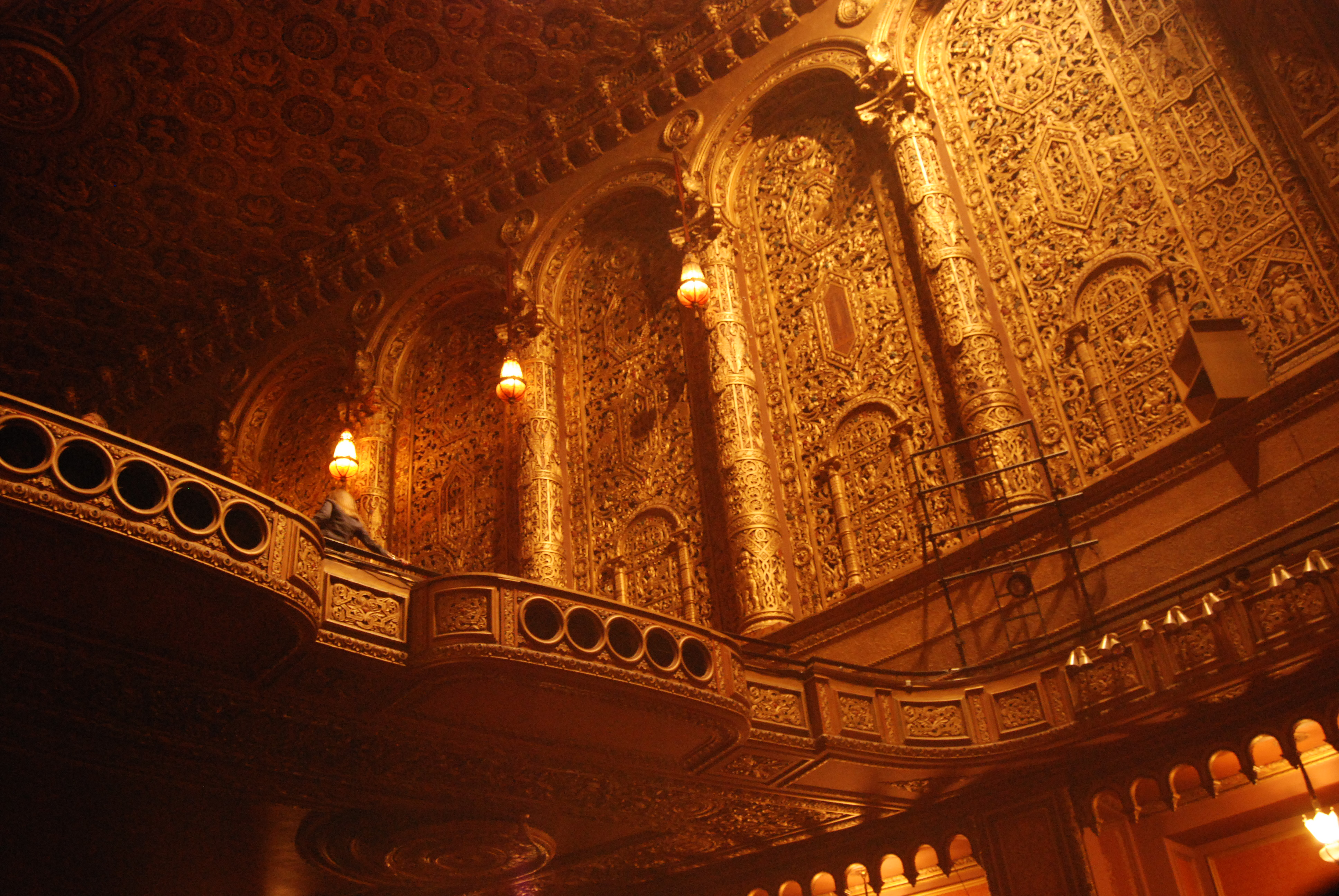
Interno del Teatro United Palace (2007)
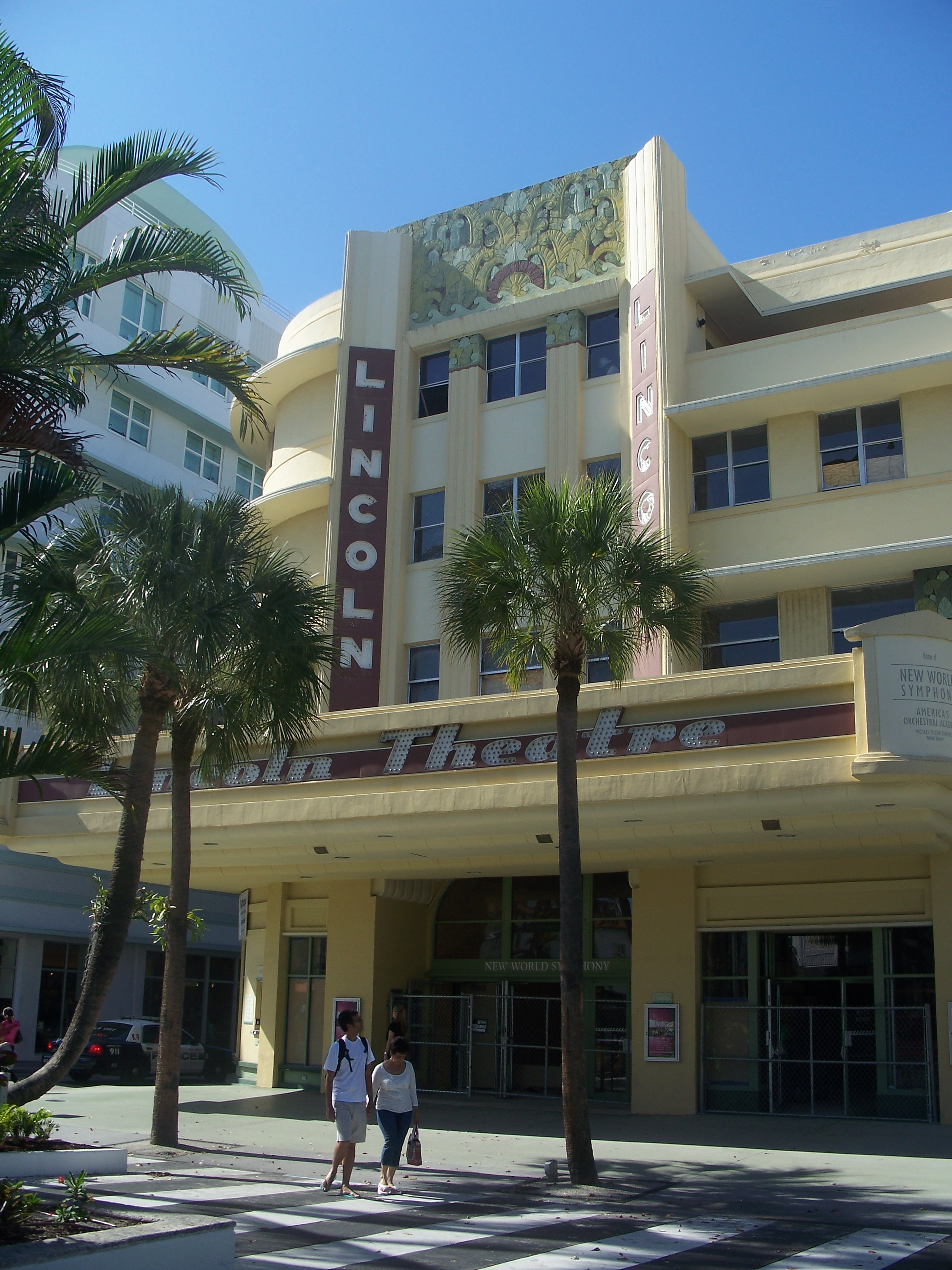
Il Teatro Lincoln, Lincoln Road, South Beach, Miami Beach, Florida, 1936
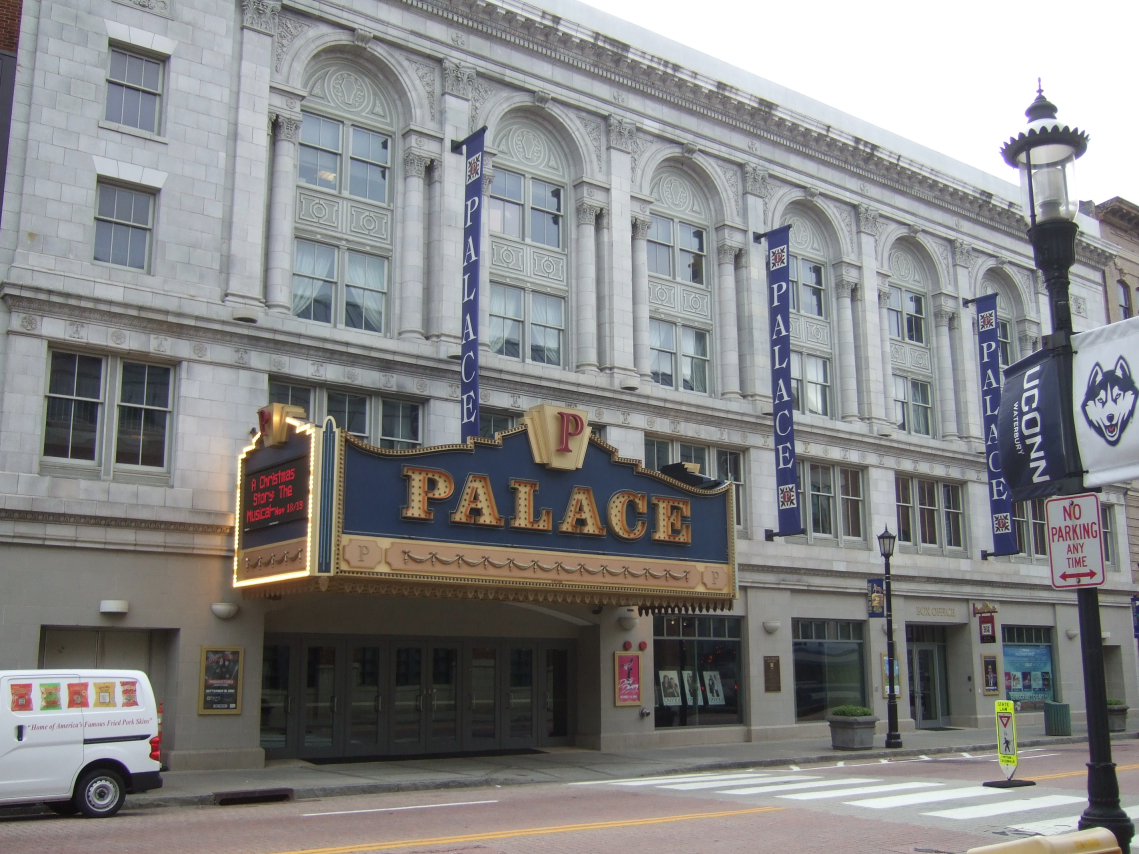
Palace Theater, Waterbury, Connecticut, 1922 (2016)

### Canada
- Elgin and Winter Garden Theatres, Toronto, 1913
- The Sanderson Centre, Brantford, Ontario, 1919; auditorium restaurato nel 1990, attualmente un centro per le arti dello spettacolo
- Capitol Theatre, Hamilton, Ontario, 1920; 103 King Street East, Hamilton. Tutto l'edificio, tranne l'atrio, è stato demolito nel 1973;[12] ora è vuoto dopo la chiusura del Buttinsky's Bar and Wing Joint.
- Capitol Theatre (Windsor, Ontario), 1920; ora è un centro per le arti dello spettacolo.[13]
- Pantages Theatre, Toronto, Ontario, 1920
- Uptown Theatre, Toronto, Ontario, 1920; demolito nel 2003

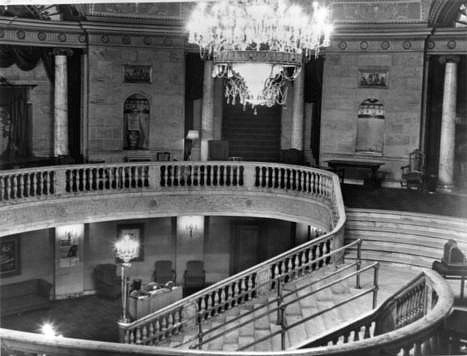
Atrio del Cinema Capitol , a Ottawa, Ontario, Canada 1920; demolito nel 1970.
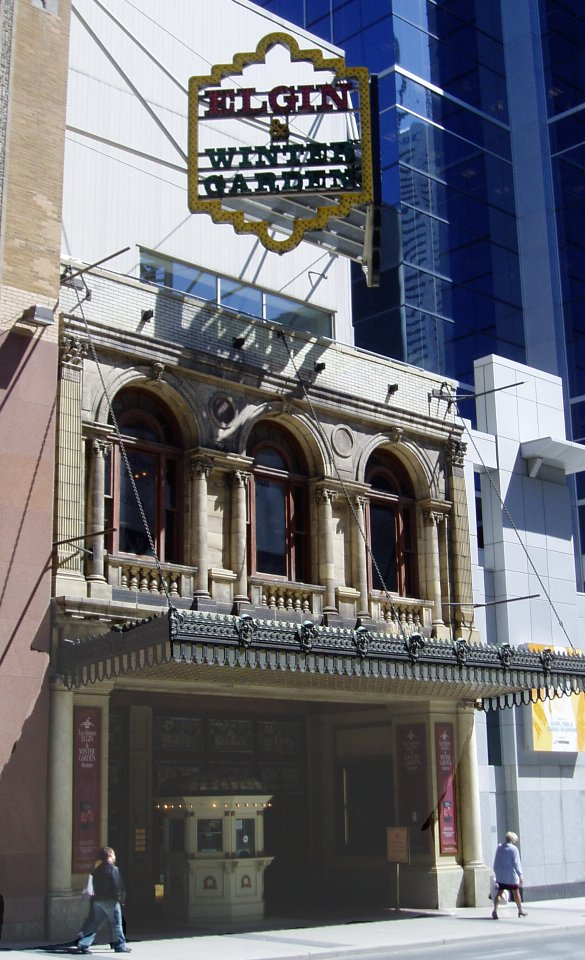
Elgin e Winter Garden Theatres teatri vaudeville a due piani Toronto, Ontario 1913-1914
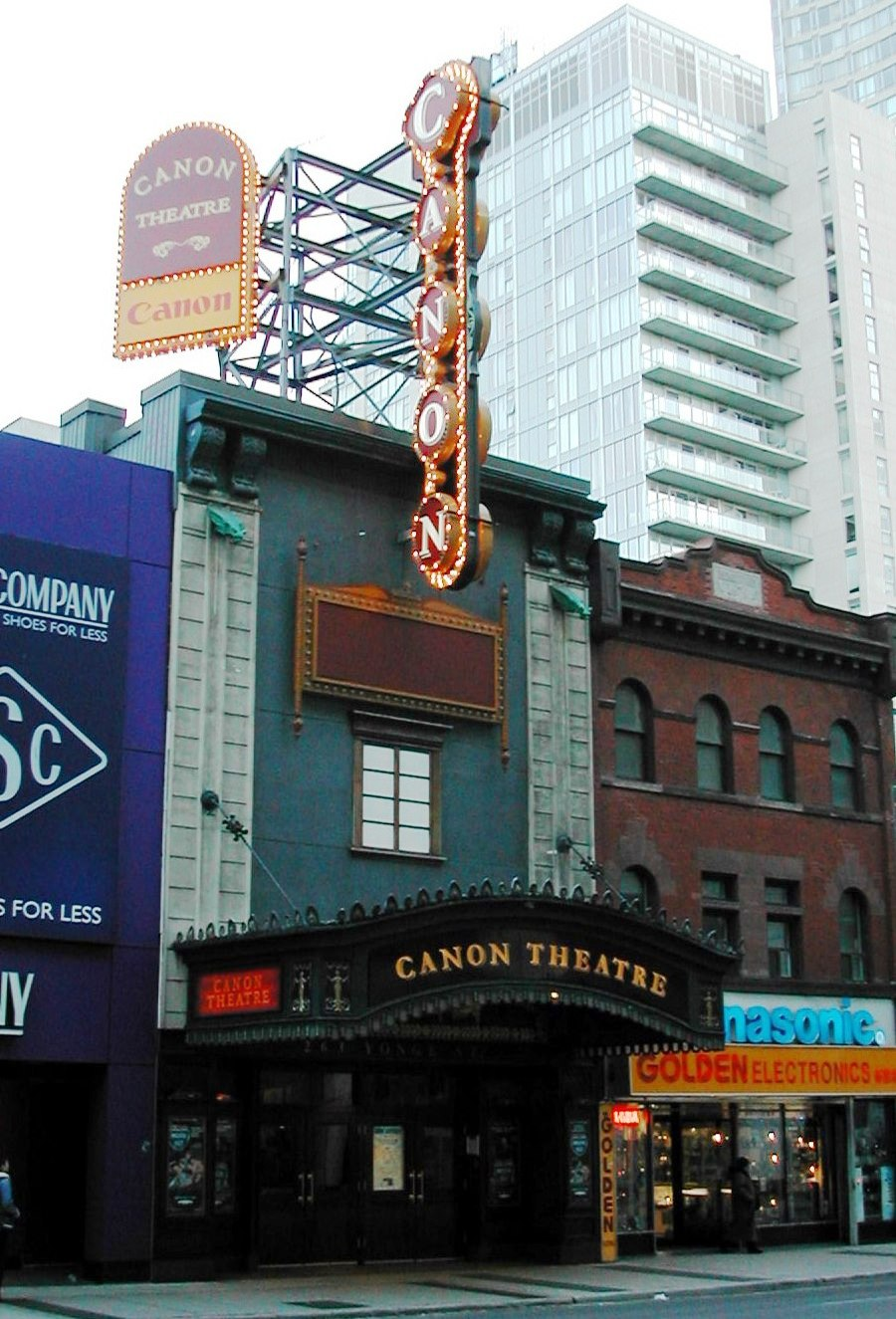
Il Canon Theatre (ora Ed Mirvish Theatre), Toronto, Ontario, 1920

### India
- Metro Cinema, Mumbai, Maharashtra, 1938
- Metro Cinema, Kolkata (Calcutta), West Bengal, 1935; Currently being renovated.

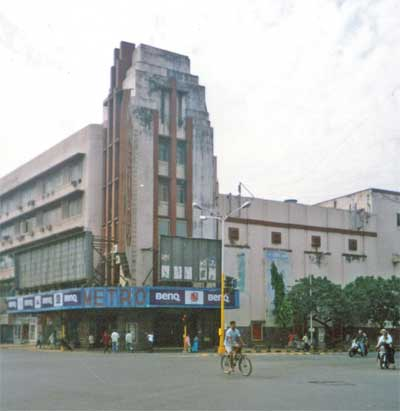
Metro Cinema, Mumbai, India
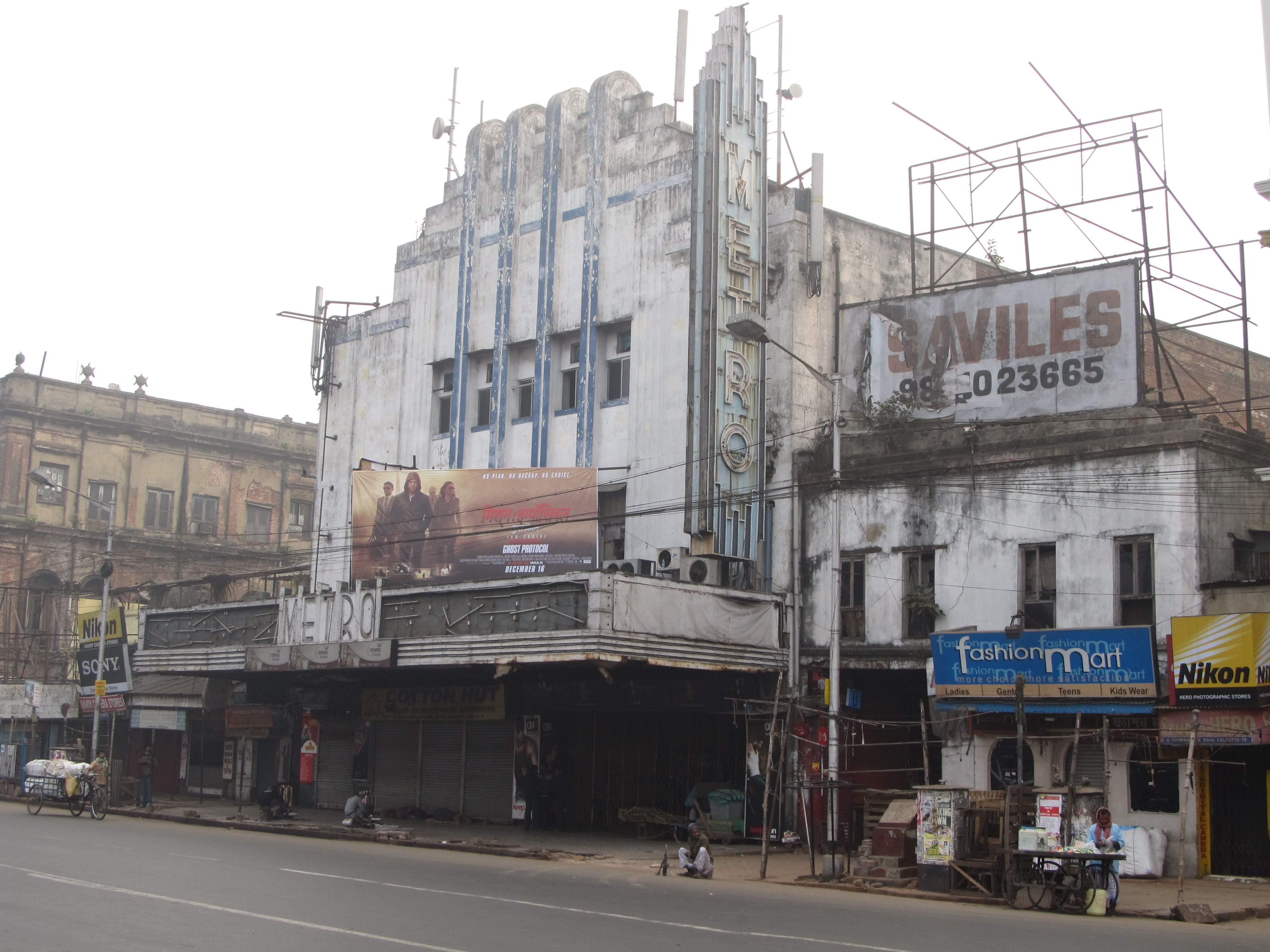
Metro Cinema, Calcutta, 2010

## Architettura residenziale
Nel 1920 Lamb progettò per sé una casa estiva privata negli Adirondack, nel villaggio di Elizabethtown, a New York. La casa, tuttora esistente come residenza, si trova sul fiume Boquet. Il maniero con otto camere da letto, oggi chiamato Cobble Mountain Lodge, è un progetto in scandole e ciottoli di pietra caratterizzato dall'inclusione di una torretta in pietra.